# L'uomo del Sud
L'uomo del Sud (The Southerner) è un film del 1945 diretto da Jean Renoir. Considerato «il miglior film  americano di Renoir» da Georges Sadoul apparentandolo alle grandi opere di Robert J. Flaherty , è stato girato nei luoghi del Sud giudicati lontani dalla clima pesante e deleterio della letteratura sudista americana avvicinandosi, scrive Vincent Ostria, al Jean Giono di Que ma joie demeure e al Roberto Rossellini di Stromboli .

## Trama
Sam Tucker vive in Texas e lavora, insieme alla moglie Nona e allo zio, come bracciante in una piantagione di cotone. Il cuore malato dello zio non regge il caldo e la fatica ed egli muore nel campo, soccorso dai due giovani. Dopo il raccolto autunnale, con Nona, i figli Jot e Daisy e la nonna, Sam decide di prendere in affitto un podere, nella speranza di realizzare, con i sacrifici e il duro lavoro, il sogno di una fattoria tutta sua.
Il padrone gli propone un appezzamento vicino al fiume, da tempo incolto e pieno di erbacce, ma che può essere molto fertile. La casa di legno abbandonata si è trasformata in una catapecchia e la nonna categoricamente si rifiuta di entrarvi, brontolando contro l'azzardata decisione del nipote. Per protesta sfida l'acquazzone all'aperto, sulla sua sedia a dondolo. Due muli, un aratro e un po' di semente sono tutta la ricchezza di Sam ma il giovane confida nelle proprie forze e nella propria abilità di coltivatore. Lo sostiene l'approvazione e l'entusiasmo della moglie che si dà da fare per rendere accogliente la traballante baracca e, rimessa in funzione la stufa, accende un confortante fuoco, attorno al quale tutti si riuniscono e trovano conforto prima di trascorrere la loro prima notte nella nuova sistemazione.
Il pozzo dell'acqua potabile è asciutto e andrebbe riscavato. Sam deve chiedere l'acqua al proprietario della terra confinante, Denvers. Per ingraziarselo, gli porta in regalo un grosso pesce che ha pescato a mani nude nel fiume ma costui si rivela mal disposto. Vede con astio la presenza dei nuovi vicini, non intende condividere quel territorio, prima tutto a sua disposizione, e inoltre la nuova presenza interferisce col suo progetto di impadronirsi di quel podere che, abbandonato e incolto, avrebbe perduto valore consentendogli di acquistarlo a un prezzo stracciato. Il suo cuore si è indurito anche a causa dei dolorosi sacrifici che gli è costata la fattoria: i raccolti perduti, la fame dei primi anni, la morte della moglie e del figlio di stenti e di malattie. Non esita a mettere in guardia Sam dalle sofferenze che lo attendono.
L'inverno è molto rigido e le riserve di cibo nella dispensa si esauriscono. La famiglia vive solo della carne che Sam riesce a cacciare e la dieta già scarsa è troppo povera di vitamine. A primavera il piccolo Jot si ammala di pellagra. Il medico prescrive latte e verdura ma Sam non sa come procurarseli. Ricorre di nuovo al vicino ma ottiene uno sprezzante rifiuto: il suo latte basta appena per i maiali. La figlia di Denvers, Betsy, nutre simpatia per il giovane bello e coraggioso e tenta di nascosto di allungargli un po' di latte ma il suo gesto è spiato e impedito da Finley, l'aiutante di Denvers, geloso e violento.
Qualche spiraglio di ottimismo tuttavia riappare per i Tuckers. L'amico Tim incontra Sam in città e prova inutilmente a convincerlo ad andare con lui a lavorare in fabbrica; nel pub è trattato con disonestà dall'oste e nella rissa che ne segue Sam gli salva la vita. Tim e Harmie, il proprietario dello spaccio, innamorato della madre di Sam, vedova, portano alla fattoria una mucca, che fornirà quotidianamente il latte per il bambino ammalato. Nei campi ben lavorati cresce rigoglioso il cotone e anche nel piccolo orto, curato e innaffiato dalla nonna, maturano le verdure preziose per la salute dei bambini.
Ma Denvers e Finley cospirano per rovinare i Tuckers e portano il loro bestiame a calpestare l'orto faticosamente ottenuto. Sam affronta Devers a viso aperto e i due si prendono a pugni. Denvers lo minaccia con un coltello ma Sam ha la meglio. Quando si allontana, l'altro lo insegue con il fucile. Lo raggiunge sul fiume, dove si è diretto per lavarsi le ferite. La lenza immersa nell'acqua, predisposta come trappola per il grande pesce gatto detto "Fil di ferro" è in trazione e lui comprende che il grande pesce ha abboccato. Denvers, anziché sparare, accorre ad aiutarlo a trarre il pesce a riva. Pretende però di avere il pesce e l'onore della cattura; Sam accetta in cambio dell'acqua del pozzo e dell'uso dell'orto e la pace è fatta.
Harmie sposa la madre di Sam e tutti sono invitati alla festa di nozze e al banchetto. Si balla, si beve, si scherza: è un momento di gioia serena per i Tuckers.
Ma i guai non sono finiti: scoppia un terribile temporale e diluvia. Il campo di cotone è devastato, il raccolto perduto, le terre intorno allagate e anche la mucca si è smarrita. Tim e Sam rischiano di essere travolti dalle onde del fiume in piena per recuperare la mucca. La casa ha resistito e il tetto non è crollato. Nona ripara la stufa e il fuoco divampa. Anche la speranza si riaccende e coraggiosamente, caparbiamente Sam non rinuncia al suo sogno e resta su quella che deve diventare la sua terra.

## Produzione
Il film fu prodotto dalla Jean Renoir Productions per la Loew-Hakim (con il nome Producing Artists). Il futuro regista Robert Aldrich fu in questo film aiutoregista di Jean Renoir

### Soggetto
Il soggetto è tratto da un romanzo Hold Autumn in Your Hand di George Sessions Perrydi. Renoir racconta che una mattina del 1945 Robert Hakim suonò alla sua porta e gli propose la regia di un film tratto da questo libro; egli si procurò anche la sceneggiatura che ne era stata ricavata da Hugo Butler, riservandosi naturalmente di modificarla liberamente. «Ciò che mi ha affascinato in quella storia è proprio il fatto che non è una storia. È una serie di impressioni forti. L'immensità del paesaggio, la purezza dei sentimenti dell'eroe, il caldo, la fame. I personaggi costretti a vivere una vita limitata ai bisogni materiali immediati raggiungono un livello insospettato nelle loro tensioni spirituali».

### Riprese
Il regista avrebbe voluto andare a girare in un villaggio del Texas ma le difficoltà del tempo di guerra lo costrinsero a scegliere un campo di cotone non lontano dalla città di Madera, sulle rive del San Joaquin River, una regione della California, sede di una importante colonia russa.

### Cast
Per la parte del protagonista inizialmente il regista aveva pensato a Joel McCrea, una star di sicuro successo, ma all'attore non piacque il soggetto e rifiutò. Allora egli abbandonò l'idea di servirsi di un attore-vedette: bastava un buon attore e scelse Zachary Scott, un attore specializzato in parti di "gangster elegante": era del Sud e avrebbe dato un accento autentico al personaggio, e all'efficacia espressiva e artistica del cambiamento di ruolo e di uso di un attore Renoir credeva molto.

## Distribuzione
Distribuito dall'United Artists, il film uscì nelle sale cinematografiche USA il 30 aprile 1945. In Francia uscì il 30 maggio 1950 con il titolo L'Homme du Sud.

## Critica
«Quasi tutti i critici concordano nel giudicare The Southerner il miglior film che il regista abbia girato negli USA. Abbandonata la preoccupazione di essere fedele allo stile dei suoi film francesi, Renoir ha potuto muoversi meglio. Ispirandosi liberamente alla realtà americana ha tentato una interpretazione personale dei problemi morali e sociali che travagliano un determinato tipo di civiltà contadina».

## Ascendenze letterarie e cinematografiche
Renoir si inserisce, con questo film, nella tradizione della letteratura americana rappresentata da grandi scrittori come John Steinbeck, Erskine Caldwell, William Faulkner. Dai loro romanzi John Ford aveva tratto Furore e La via del tabacco. Ma ancora prima di giungere in America egli guardava al cinema di Robert Flaherty come a un modello.

## Riconoscimenti
- Festival di Venezia 1946: segnalazione della commissione dei giornalisti come miglior film
- National Board of Review Awards 1945: miglior regista